# Casta Álvarez
Casta Álvarez, född 1776, död 26 april 1846, var en spansk gerillasoldat.
Álvarez deltog i gerillarörelsen mot den franska ockupationen, och fick ett hedersomnämnande och 1815 en pension för sitt försvar av Zaragoza. 
En gata är uppkallad efter henne.